# 华东师范大学中山北路校区
中山北路校区是华东师范大学的一个校区，临近长风公园，位于上海市普陀区中山北路3663号。
该校区是华东师范大学搬迁至闵行校区前的主校区。华东师范大学的主要前身之一，1924年创建的大夏大学，校址就在今中山北路校区。1929年，大夏大学在当时的梵王渡中山路旁购地建设校舍。

## 保護
2011年，大夏大学旧址入选普陀区文物保护单位。华东师范大学早期建筑是普陀区文物保护点。

## 主要建筑及景观

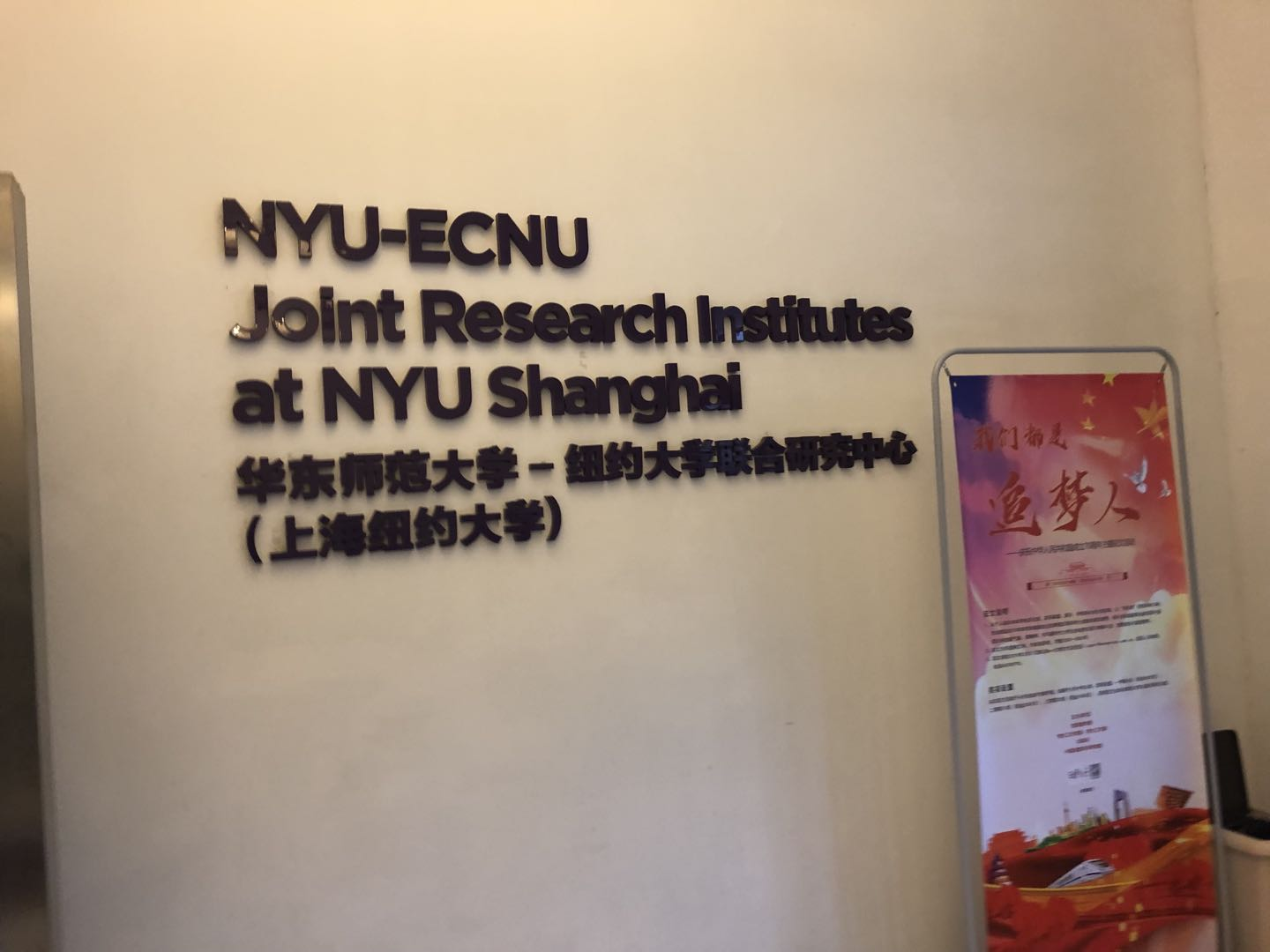
华东师范大学-纽约大学联合研究中心（上海纽约大学），位于地理馆内

- 中山北路校区校门
- 群贤堂（文史楼）
- 思群堂（大礼堂）
- 丽娃河
- 物理楼
- 地理馆